# 숭실중학교
숭실중학교(崇實中學校)는 대한민국 서울특별시 은평구 신사동에 위치한 사립 중학교이다.

## 학교 연혁
- 1897년 10월 10일 : 미국 북장로교 선교사 베어드(W.M. Baird 배위량) 박사가 평양 신양리 26번지 사택 사랑방에서 13명의 학생으로 개교
- 1901년 10월 25일 : 평양 신양리 39번지에 2층 한옥교사와 기숙사를 신축하여 이전하고 교명을 「숭실학당(崇實學堂)」으로 정함
- 1904년 5월 15일 : 제1회 졸업생 차이석(상해 임시정부 요인), 최광옥(애국지사, 국어학자), 노경오(교육자) 3명을 배출
- 1915년 3월 1일 : 조선총독부가 '사립학교교칙'을 제정하여 성경과목을 교수하지 못하게 하였으나 이에 굴하지 않고 ‘고등보통학교’ 인가를 거부해 숭실학교로 존속
- 1928년 5월 23일 : ‘지정학교’로 학력을 인정을 받음
- 1930년 10월 10일 : 6천명 수용 대강당을 신축
- 1938년 3월 19일 : 신사참배거부로 강제 폐교
- 1948년 9월 15일 : 공산 치하에서 남하, 서울시 성동구 신당동 340-24(동양척식회사 건물)에서 재건
- 1954년 4월 1일 : 서울시 용산구 용산동2가 2번지에 대지 2천평을 불하받아 학교교사를 건축
- 1956년 10월 10일 : 본관 (석조 2층, 530평)을 준공
- 1972년 9월 20일 : 서울특별시 은평구 신사동 산 93의 11호의 대지 11,222평과 2층 건물(60평, 12개교실)을 매입
- 1973년 3월 17일 : 축구부 창단식 거행
- 1975년 2월 10일 : 서울특별시 은평구 신사동으로 고등학교 교사(지하 1층, 지상 5층, 총 1,944평)를 신축하고 이전
- 1978년 2월 28일 : 고등학교 2부와 중학교, 신사동으로 이전 완료
- 1979년 2월 28일 : 중학교 교사(지하 1층, 지상 5층, 총 1,380평)를 완공
- 1997년 9월 19일 : 「숭실 100주년 기념관」 (건평 1,730평, 2,700석)을 봉헌
- 2006년 2월 14일 : 숭실중학교 신축 교사 입실
- 2009년 3월 12일 : 잔디구장 준공
- 2017년 9월 1일 : 제13대 중학교 교장에 한태영 교감이 취임
- 2018년 2월 8일 : 제101회 졸업식을 거행
- 2018년 3월 2일 : 2018학년도 입학식을 거행

## 참고 자료
- 숭실중학교 - 한국교육학술정보원 학교알리미